# Jesse Thomas (Footballspieler)
Jesse LeRoy Thomas (* 23. Mai 1928 in Guthrie, Oklahoma; † 16. Mai 2012 in Columbia, Maryland), Spitzname: The Lieutenant, war ein US-amerikanischer Canadian-Football- und American-Football-Spieler.

## Jugend
Jesse Thomas wurde in Guthrie geboren, wuchs allerdings in Flint, Michigan, auf, wo er auch die High School besuchte. Thomas spielte bereits auf der High School Football, war aber auch als Baseball- und Basketball-Spieler, sowie als Leichtathlet aktiv. 1945 gewann er im Hochsprung die Staatsmeisterschaft von Michigan. In diesem Jahr wurde er in Flint auch zum Sportler des Jahres gewählt.

## Spielerlaufbahn

### Collegekarriere
Nach seinem Schulabschluss studierte Jesse Thomas an der Michigan State University. Auch an seinem College war er als Footballspieler und Leichtathlet aktiv. So spielte er als Halfback bei den Michigan State Spartans und wurde in seinem letzten Studienjahr zum All-American gewählt. Als Leichtathlet gewann er im Jahr 1951 vier Meisterschaften in der Big Ten Conference. Sein College zeichnete ihn aufgrund seiner sportlichen Leistungen zudem mehrfach aus. Nach seinem erfolgreichen Collegeabschluss begab sich Thomas mit der US-amerikanischen Leichtathletikmannschaft auf eine Tournee durch Japan. Jesse Thomas diente danach in der United States Army im Koreakrieg.

### Profikarriere
Jesse Thomas wurde im Jahr 1951 von den New York Yanks in der zehnten Runde an 119. Stelle gedraftet. Thomas spielte aufgrund seines Militärdienstes nie für die Mannschaft aus der National Football League (NFL). Nach Beendigung des Koreakrieges schloss sich Thomas den Winnipeg Blue Bombers aus der Canadian Football League (CFL) an. Er spielte für die Mannschaft aus Winnipeg als Halfback. Nach einem Jahr in Kanada wechselte Thomas in die NFL zu den Baltimore Colts. Er wurde von Head Coach Weeb Ewbank in den ersten beiden Spieljahren zusammen mit Don Shula als Safety in der Defense der Colts eingesetzt. Nach der Saison 1957 wurde Thomas von den Colts entlassen. Im Jahr 1960 kehrte er nochmals kurzfristig als Spieler zum Footballsport zurück und schloss sich den von Sid Gillman betreuten Los Angeles Chargers an, die in der neugegründeten American Football League (AFL) spielten. Er scheiterte in diesem Jahr mit seiner Mannschaft im AFL Endspiel mit 24:16 an den Houston Oilers.

## Trainerlaufbahn
Nach seiner Spielerlaufbahn arbeitete Jesse Thomas als Sportlehrer an verschiedenen Schulen. Im Jahr 1964 wurde er Assistenztrainer der Morgan State Bears, der Footballmannschaft der Morgan State University. Er lehrte an diesem College Sport und war Trainer der Leichtathletikmannschaft. Von 1985 bis 1987 war er Head Coach der Footballmannschaft. Sein Team konnte aber lediglich zwei von 29. Spielen gewinnen. Thomas nahm danach seine Lehrertätigkeit wieder auf und setzte sich im Jahr 2010 zur Ruhe.

## Außerhalb des Spielfelds
Jesse Thomas war verheiratet und hatte eine Tochter. Er ist Mitglied in der Greater Flint Area Sports Hall Of Fame und in der Greater Flint Afro-American Hall Of Fame. Seine Grabstätte ist unbekannt.